# Medasina tayulingensis
Medasina tayulingensis är en fjärilsart som beskrevs av Sato 1986. Medasina tayulingensis ingår i släktet Medasina och familjen mätare. Inga underarter finns listade i Catalogue of Life.